# ماك وريتا
ماك وريتا (بالإنجليزية: Mack & Rita)‏ هو فيلم كوميدي أمريكي لعام 2022، من إخراج كاتي أسيلتون، من سيناريو لمادلين والتر وبول ويلش، صدر الفيلم في 12 أغسطس 2022 من قبل شركة Gravitas Premiere.

## روابط خارجية
- ماك وريتا على موقع IMDb (الإنجليزية)
- ماك وريتا على موقع روتن توميتوز (الإنجليزية)
- ماك وريتا على موقع فيلمافينيتي (الإسبانية)
- ماك وريتا على موقع قاعدة بيانات الفيلم (الإنجليزية)
- ماك وريتا على موقع ليتربوكسد (الإنجليزية)
- ماك وريتا على موقع كينوبويسك (الروسية)